# Rock-Olga
Rock-Olga, egentligen Birgit Maria Magnusson, född Jacobsson 16 mars 1940 i Gävle, död 10 juni 2010 i Sandhults församling, Borås, var en av Sveriges första rockartister på 1950-talet. Hennes stora hit var covern på Micki Marlos och Paul Ankas "What You've Done to Me". Den framförde hon första gången offentligt när hon vann en ungdomstävling i Uppsala 1958. Vid denna tid fanns en annan artist som kallades "Rock-Olga", men Birgit Jacobsson fick överta namnet efter att ha slagit den andra artisten i en tävling.
Under 1970- och 80-talen ingick hon även i gammaldansgruppen Hafvsbandet. Både före och efter tiden med Hafvsbandet uppträdde Rock-Olga med Rockfolket. År 1972 spelade hon in ett album med Benny Andersson vid pianot och Agnetha Fältskog och Anni-Frid Lyngstad från popgruppen Abba i kören. Med Hafvsbandet spelade Rock-Olga på Nordstadssvängen i Göteborg vid ett flertal tillfällen.
Rock-Olga avled av blodförgiftning den 10 juni 2010. Hon är gravsatt i minneslunden på Lundby gamla kyrkogård.

### Fotnoter
1. ↑  Daniel Åberg (11 juni 2010). ”Rock-Olga är död” (på svenska). Svenska dagbladet. https://www.svd.se/rock-olga-ar-dod. Läst 20 oktober 2017.
2. ↑  SvenskaGravar